# Abelardo d'Altavilla
Abelardo d'Altavilla (1044 – Illiria, aprile 1081) è stato il maggiore dei figli di Umfredo, Conte di Puglia e Calabria (1051 – 1057), e di Matilda, figlia di Asclettino I Drengot.
Considerato erede dei possedimenti paterni, fu privato della propria eredità dallo zio e tutore Roberto il Guiscardo, che, alla morte di Umfredo, fu eletto conte e ne confiscò le terre.
Nell'aprile del 1064, Abelardo si unì a Goffredo di Conversano, Gioioso di Molfetta e Roberto di Montescaglioso, i quali, come lui, nutrivano un forte malcontento nei confronti dell'autorità del Guiscardo, da poco partito alla volta della Sicilia. I baroni ribelli ottennero l'aiuto finanziario e militare del duca bizantino di Durazzo e, pur mantenendo la loro posizione ostile, per diversi anni non vennero mai a scontrarsi direttamente con il loro rivale. Il 1º gennaio 1068, Romano Diogene fu acclamato imperatore a Costantinopoli e gli interessi militari dei Greci si spostarono verso est, in contrapposizione ai Selgiuchidi. La ribellione contro Roberto finì con lo spegnersi nel giro di pochi mesi: Abelardo fu inizialmente esiliato e poi perdonato dal Guiscardo, che lo reintegrò e gli fece dono di alcuni castelli.
Tuttavia, già nel dicembre del 1071, Abelardo si pose a capo di una nuova rivolta, ottenendo stavolta non solo l'aiuto dei Bizantini ma anche di suo fratello Ermanno (anch'egli privato della propria parte di eredità dalle confische volute da Roberto) e dai signori di Giovinazzo e Trani. Alla ribellione presero parte anche Riccardo Drengot, principe di Capua, e Gisulfo II, principe di Salerno, entrambi spaventati dall'inarrestabile ascesa del Guiscardo. Piuttosto che abbandonare l'assedio di Palermo, Roberto preferì ignorare l'insurrezione, che già andava diffondendosi anche in Calabria, e cercare di concludere in breve tempo la sua conquista della Sicilia.
Palermo cadde nel 1072 e Roberto fece ritorno nell'Italia continentale l'anno successivo, sconfiggendo molti dei nobili ribelli. Colto da malattia a Trani, fu condotto a Bari, dove sua moglie Sichelgaita aveva indotto i baroni a riconoscere suo figlio Ruggero Borsa quale legittimo erede del Guiscardo. Abelardo fu l'unico ad opporsi all'elezione di Ruggero, rivendicando i propri diritti ereditari sul ducato e dando vita, nel 1078, ad un'ennesima rivolta appoggiata da Goffredo e Pietro II di Trani, dal cognato Gradilone e dal principe di Capua Giordano, figlio di Riccardo. Questi concluse nel 1079 una pace separata, segnando così il fallimento di un'insurrezione che si era dimostrata inizialmente ben organizzata. Esiliato nel 1080, Abelardo partì con il fratello alla volta di Costantinopoli, dove fu accolto con cordialità dall'imperatore Alessio I Comneno.
Morì nell'aprile del 1081, forse assassinato, in Illiria e fu sepolto in Grecia. I suoi resti non sono mai stati riportati a Venosa, dove è sepolta gran parte della sua famiglia.